# Радиодальномер
Радиодальноме́р — средство для определения расстояний бесконтактным методом с помощью радиоволн, технически реализованное в виде автономного прибора либо в составе радиодальномерной системы. Радиодальномеры применяются в воздушной и космической навигации, геодезии, военном деле, для локального позиционирования транспортного средства и в других целях. Частным случаем радиодальномера можно считать радиовысотомер, однако, на практике, в технической классификации эти понятия разделяют.

## Принцип действия

Принцип действия импульсного радиодальномера

В основу принципа действия положено определение времени прохождения радиоволны от радиодальномера до какого-либо объекта и обратно, расстояние до которого будет прямо пропорционально этому времени. Отражающий объект может быть пассивным или активным, с переизлучением принятого сигнала. Пассивное отражение используют только те дальномеры, которые предназначены для измерения расстояний до произвольно выбранных целей, например, в военном деле, большинство дальномеров используют специальные переизлучающие устройства, заранее расположенные в какой-либо точке, или дальномерные радиомаяки (в радионавигационных системах). По способу измерения радиодальномеры бывают двух видов — импульсные и фазовые. В импульсных дальномерах производится непосредственное измерение времени задержки принятого отражённого сигнала. Принцип действия фазового дальномера основан на определении количества длин волн, укладывающихся на пути прохождения сигнала.

## Самолётные радиодальномеры (навигационные)
На воздушных судах используются импульсные радиодальномеры, работающие (по принципу активной радиолокации) совместно с радиомаяками различных дальномерных и угломерно-дальномерных радионавигационных систем (DME, TACAN, РСБН и др.). В качестве запросных и ответных сигналов используются кодированные посылки радиоимпульсов с несущими частотами, соответствующими дециметровому диапазону радиоволн. В настоящее время радиодальномеры стоят практически на всех типах летательных аппаратов (кроме некоторых легкомоторных).
- ПРИМЕРЫ: БД, СЗД (РСБН-2С) , ВНД-94, СД-67А(М), СД-75(М), KN-63 (DМЕ/TACAN)

## Геодезические радиодальномеры
Для геодезических целей применяются обычно фазовые радиодальномеры, работающие, как правило, в сантиметровом диапазоне радиоволн, с активным отражателем, в качестве которого может использоваться прибор, аналогичный измеряющему прибору, измеряющий и отражающий приборы называют соответственно ведущей и ведомой станциями. Геодезические радиодальномеры иногда называют теллурометрами.
В настоящее время отечественная и зарубежная промышленность фактически не выпускает радиодальномеры, основное внимание в практике геодезических и кадастровых работ уделяется внедрению приемной аппаратуры радионавигационных спутниковых систем (GPS) навигационного и геодезического типа.
- См. также: en:Tellurometer
- ПРИМЕРЫ: РДГВ, Луч, Трап, Теллурометр MRA 7, Теллурометр CMW20

## Зенитные и прицельные радиодальномеры
В зенитных радиоискателях и радиолокационных прицелах используются радиодальномеры импульсного типа с направленной антенной, работающие с пассивно отражающей целью, фактически, такие радиодальномеры представляют собой специализированные радиолокаторы.
- ПРИМЕРЫ дальномеров радиоприцелов: Алмаз, ПРС-4КМ, Изумруд, Изумруд-2, СРД-3

## История
- В 20-х годах XX века М. А. Бонч-Бруевич создает мощные генераторные лампы, а позже создает прототип радиодальномера
- Первый практически пригодный для измерения расстояний радиодальномер МПЩ1 (фазовый) был создан в Советском Союзе в начале 1930-х гг. Е. Я. Щеголевым на базе работ Л. И. Мандельштама и Н. Д. Папалекси. Как показали опытные измерения, проведенные в 1932—1934 гг., этим инструментом можно определять расстояния от 200 до 5000 м с ошибкой до 1 м. Впервые МПЩ1 был использован в 1939 г. для обеспечения гидрографических экспедиций в Карском и Восточно-Сибирском морях
- 1932 г. М. А. Бонч-Бруевичем был создан импульсный радиодальномер с электронно-лучевой трубкой
- В 1938 г. НИИ-9 разработал радиодальномер «Стрелец», обнаруживавший такой малоотражающий самолёт, как У-2, на 20 км и измерявший дальность с точностью 160 м
- В апреле 1940 года Комитет Обороны при СНК принял решение создать промышленный образец зенитного радиолокатора для войск ПВО на основе макета «Мимас», обнаруживающего скоростной бомбардировщик типа «СБ» на расстоянии 30 километров. Новый комплект аппаратуры получил условное наименование «Луна», в состав комплекса должен был входить радиодальномер типа «Стрелец», позволявший определять дальность с точностью до 150 метров
- Первый теллурометр был создан южноафриканским учёным T. L Wadley в 1950-х гг. XX века

## Основные нормируемые характеристики
- Диапазон измеряемых дальностей
- Допустимая погрешность измерения
- Несущие частоты радиосигнала